# Прапор Нікополя
Пра́пор Ні́кополя  — офіційний символ міста Нікополь Дніпропетровської області, затверджений 28 листопада 2000 року рішенням Нікопольської міської ради.

## Опис
Прапор міста являє собою квадратне полотнище синього кольору. В центрі полотнища на висоті 1/3 ширини прапора розміщено золоте зображення козака-вершника з шаблею у правій руці, піднятою над головою. Фігура козака розриває дві хвильоподібні срібні смуги.
Над вершником та нижче вершника на умовному колі діаметром 1/2 ширини прапора, розташовано по сім восьмипроменевих зірок, середні з яких золотого кольору, вписані в умовне коло діаметром 1/16 ширини прапора, а обабіч по три зірки срібного кольору, кожна наступна — меншого розміру від попередньої.

## Символіка
- Синій (лазуровий) колір уособлює вірність, чесність, бездоганність, небесне світання й чисті води.
- Золото — символ сили, багатства, постійності.
- Срібло символізує недоторканість.
- Козак-вершник з клейнодами вказує на силу й вірність захисника Вітчизни та є символом руху українського народу до свободи і незалежності.
- Кінь символізує волю та степовий простір.
- Хвилі втілюють води Дніпра, що об'єднує Україну.
- Якір вказує на зайнятість населення міста рибальством та мореплавством.
- Зірки є символом безмежного та неосяжного космічного простору, історичних реалій минулого — сузір'я Великого Возу та Чумацького шляху. Крім цього одна з золотих зірок уособлює Микитинську Січ, звідки було відроджено Українську Національну державу у середині XVII століття у вигляді Гетьманської козацької України.